# Садлбрук (Аризона)
Садлбрук (енгл. Saddlebrooke) насељено је место без административног статуса у америчкој савезној држави Аризона.

## Демографија
По попису из 2010. године број становника је 9.614.
| Група             | 2000.    | 2010.         |
| Белци             | 0 (0,0%) | 8.924 (92,8%) |
| Афроамериканци    | 0 (0,0%) | 76 (0,8%)     |
| Азијати           | 0 (0,0%) | 84 (0,9%)     |
| Хиспаноамериканци | 0 (0,0%) | 468 (4,9%)    |
| Укупно            | 0        | 9.614         |